# Sydney Sweeney

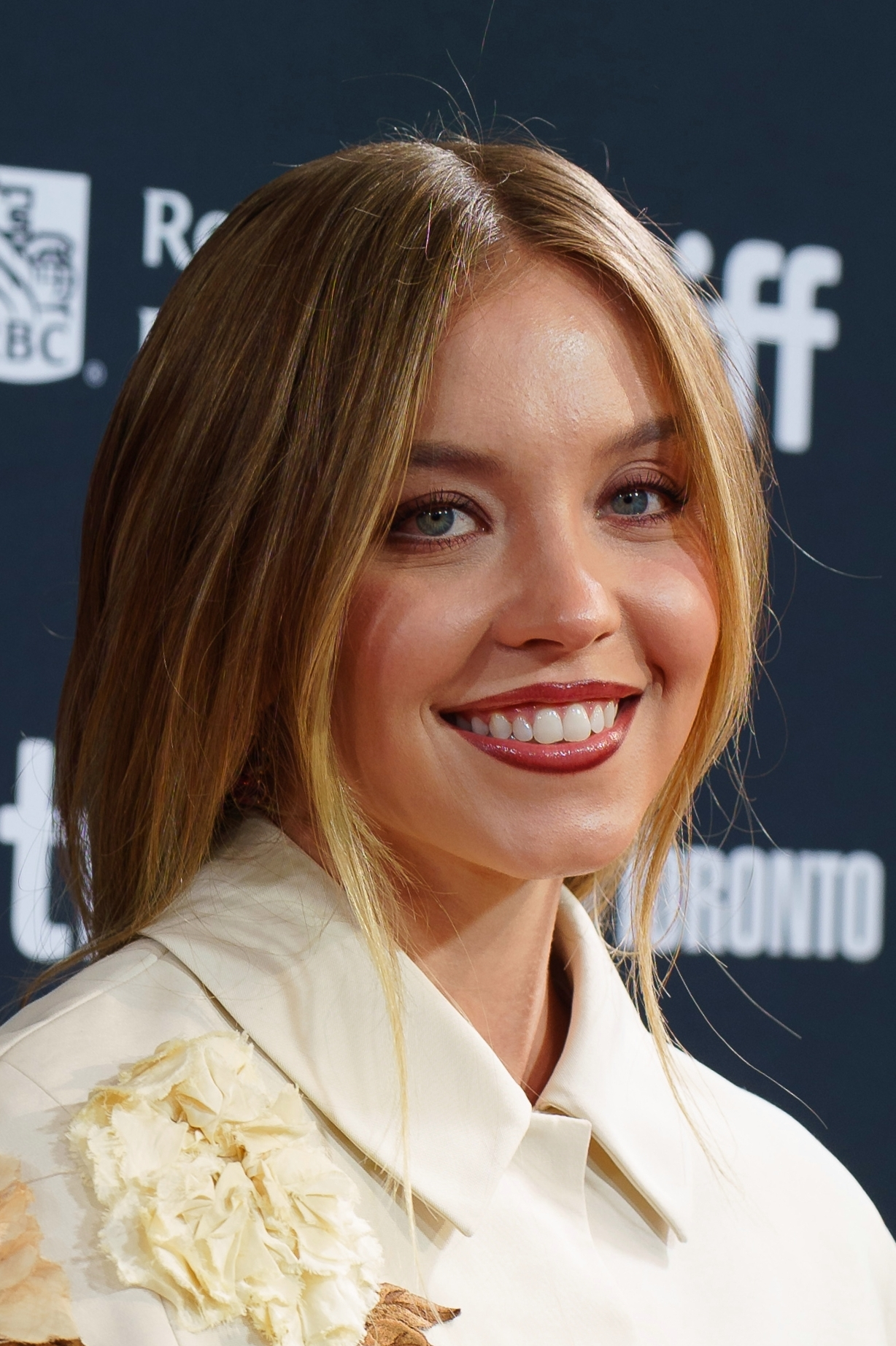
Sweeney beim Toronto International Film Festival 2024

Sydney Sweeney (* 12. September 1997 in Spokane, Washington) ist eine US-amerikanische Schauspielerin. Bekanntheit erlangte sie vor allem durch die Rolle der Emaline Addario in der Netflix-Serie Everything Sucks! sowie als Cassie Howard in der HBO-Serie Euphoria.

## Leben und Karriere
Sydney Sweeney wuchs gemeinsam mit einem jüngeren Bruder auf. Im Alter von 12 Jahren übernahm sie ihre erste Rolle vor der Kamera im Horror-Splatterfilm Zombieworld. 2010 folgte im Horrorfilm The Ward eine Nebenrolle. Es folgten Gastauftritte in Serien wie Heroes, Criminal Minds, Chase, 90210, Karate-Chaoten und Grey’s Anatomy.
Neben Auftritten in einigen Kurz- und Independentfilmen übernahm Sweeney 2017 in der Serie In the Vault eine Nebenrolle. Durch ihre Rollen im Jahr 2018 gelang es ihr, ihren Bekanntheitsgrad zu steigern. So war sie zunächst im Film Under the Silver Lake zu sehen, bevor sie in der Netflix-Coming-of-Age-Serie Everything Sucks! als Emaline Addario eine Hauptrolle übernahm. Zudem war sie als Eden Spencer in der zweiten Staffel von The Handmaid’s Tale – Der Report der Magd zu sehen und übernahm auch in der Miniserie Sharp Objects eine Nebenrolle. 2019 übernahm sie eine kleine Rolle als Dianne Lake in Quentin Tarantinos Once Upon a Time in Hollywood, welcher bei den Internationalen Filmfestspielen von Cannes seine Premiere feierte. Bislang war sie in mehr als 40 Film- und Fernsehproduktionen zu sehen. 2023 spielte sie im Musikvideo zur Single Angry der Rolling Stones mit. 2024 spielte sie in der Comicverfilmung Madame Web die Rolle der Julia Cornwall. Im selben Jahr wurde Sydney Sweeney vom Glamour-Magazin mit dem „Glamour Woman of the Year Award“ geehrt.
Parallel zu ihrer Karriere erwarb Sweeney einen Abschluss im Fach Entrepreneurship an der University of California, Los Angeles.
Seit 2018 war sie mit dem Produzenten Jonathan Davino liiert. 2022 verlobte sich das Paar. Die darauffolgende Hochzeit wurde zunächst kurzfristig verschoben, dann ganz abgesagt. Laut eigener Aussage lebt Sweeney seither allein.
Im Juli 2025 veröffentlichte das US-amerikanische Modelabel American Eagle eine Werbekampagne mit Sydney Sweeney unter dem Slogan „Sydney Sweeney has great jeans“; der doppeldeutige Spruch – ein Wortspiel mit „jeans“ und „genes“ – führte zu vereinzelter Kritik auf sozialen Medien, wobei einige Nutzer die Kampagne als Anspielung auf weiße Überlegenheit deuteten.

## Filmografie (Auswahl)
- 2009: Zombieworld (ZMD: Zombies of Mass Destruction)
- 2009: Heroes (Fernsehserie, Episode 4x04)
- 2009: Criminal Minds (Fernsehserie, Episode 5x08)
- 2010: The Ward
- 2010: Chase (Fernsehserie, Episode 1x01)
- 2010: 90210 (Fernsehserie, Episode 3x06)
- 2010: Poppies: Odyssey of an Opium Eater
- 2011: Karate-Chaoten (Kickin' It, Fernsehserie, Episode 1x05)
- 2013: Spider City – Stadt der Spinnen (Spiders 3D)
- 2014: Angels in Stardust
- 2014: Grey’s Anatomy (Fernsehserie, Episode 11x06)
- 2015: The Martial Arts Kid
- 2015: Stolen from the Suburbs
- 2015: The Unborn (Kurzfilm)
- 2016: Cassidy Way
- 2017: The Middle (Fernsehserie, Episode 8x22)
- 2017: Pretty Little Liars (Fernsehserie, Episode 7x20)
- 2017: Vikes
- 2017: It Happened Again Last Night (Kurzfilm)
- 2017: In the Vault (Fernsehserie, 7 Episoden)
- 2017: Dead Ant
- 2018: The Wrong Daughter (Fernsehfilm)
- 2018: Relentless
- 2018: Everything Sucks! (Fernsehserie, 10 Episoden)
- 2018: Along Came the Devil
- 2018: Under the Silver Lake
- 2018: The Handmaid’s Tale – Der Report der Magd (The Handmaid’s Tale, Fernsehserie, 7 Episoden)
- 2018: Sharp Objects (Miniserie, 7 Episoden)
- 2019: Clementine
- 2019: Once Upon a Time in Hollywood
- 2019: Big Time Adolescence
- 2019–2022: Euphoria (Fernsehserie, 16 Episoden)
- 2020: Day by Day (Fernsehserie, Episode 1x13)
- 2020: Nocturne
- 2021: Downfalls High
- 2021: The Voyeurs
- 2021: The White Lotus (Fernsehserie, 6 Episoden)
- 2021: Strawberry Spring (Podcastserie)
- 2021–2022: Robot Chicken (Fernsehserie, Stimme, 4 Episoden)
- 2021: Night Teeth
- 2023: Reality
- 2023: Americana
- 2023: Wo die Lüge hinfällt (Anyone but You)
- 2024: Madame Web
- 2024: Immaculate
- 2024: Eden
- 2025: Echo Valley

## Auszeichnungen und Nominierungen (Auswahl)
Primetime Emmy Award
- 2022: Nominierung als Beste Nebendarstellerin – Dramaserie für Euphoria
- 2022: Nominierung als Beste Nebendarstellerin – Miniserie oder Fernsehfilm für The White Lotus